# Drosophila hexastigma
Drosophila hexastigma är en tvåvingeart som beskrevs av Patterson och Gordon Mainland 1944. Drosophila hexastigma ingår i släktet Drosophila och familjen daggflugor.
Artens utbredningsområde är Mexiko.